# Нинштет (Доња Саксонија)
Нинштет (њем. Nienstädt) град је у њемачкој савезној држави Доња Саксонија. Једно је од 38 општинских средишта округа Шаумбург. Према процјени из 2010. у граду је живјело 4.736 становника. Посједује регионалну шифру (AGS) 3257026.

## Географски и демографски подаци
Нинштет се налази у савезној држави Доња Саксонија у округу Шаумбург. Град се налази на надморској висини од 104 метра. Површина општине износи 8,3 km². У самом граду је, према процјени из 2010. године, живјело 4.736 становника. Просјечна густина становништва износи 570 становника/km².